# Baszta Narożna
Baszta Narożna (niem. Eckturm am Stadthof) – jedna z baszt systemu średniowiecznych fortyfikacji Gdańska, najstarsza z zachowanych. Sąsiednią basztą jest Baszta Schultza.

## Historia
23 marca 1343 (data mogła zostać pomylona) w pobliżu późniejszej Baszty Narożnej położono kamień węgielny pod budowę murów miejskich Głównego Miasta. Budowę baszty rozpoczęto w 1343 roku, dla wzmocnienia południowo-zachodniego odcinka murów miejskich. Ceglana, pierwotnie konstrukcji otwartej od strony miasta, miała kształt prostokątnego występu murów. Później wielokrotnie przebudowywana i wzmacniana. Ściany zewnętrzne ozdobiono blendami w kształcie ostrołuków, w których przepruto otwory strzelnicze. Na wyższych kondygnacjach pięciokątna, została nakryta stromym dachem wielospadowym.
W latach 1856–1857, wraz z zespołem Dworu Miejskiego, została przebudowana na siedzibę straży pożarnej. W 1945 roku uległy zniszczeniu dach, ściana od strony miasta oraz spaliło się wnętrze. Baszta została odbudowana na przełomie lat 50. i 60. XX wieku na potrzeby Domu Harcerza.

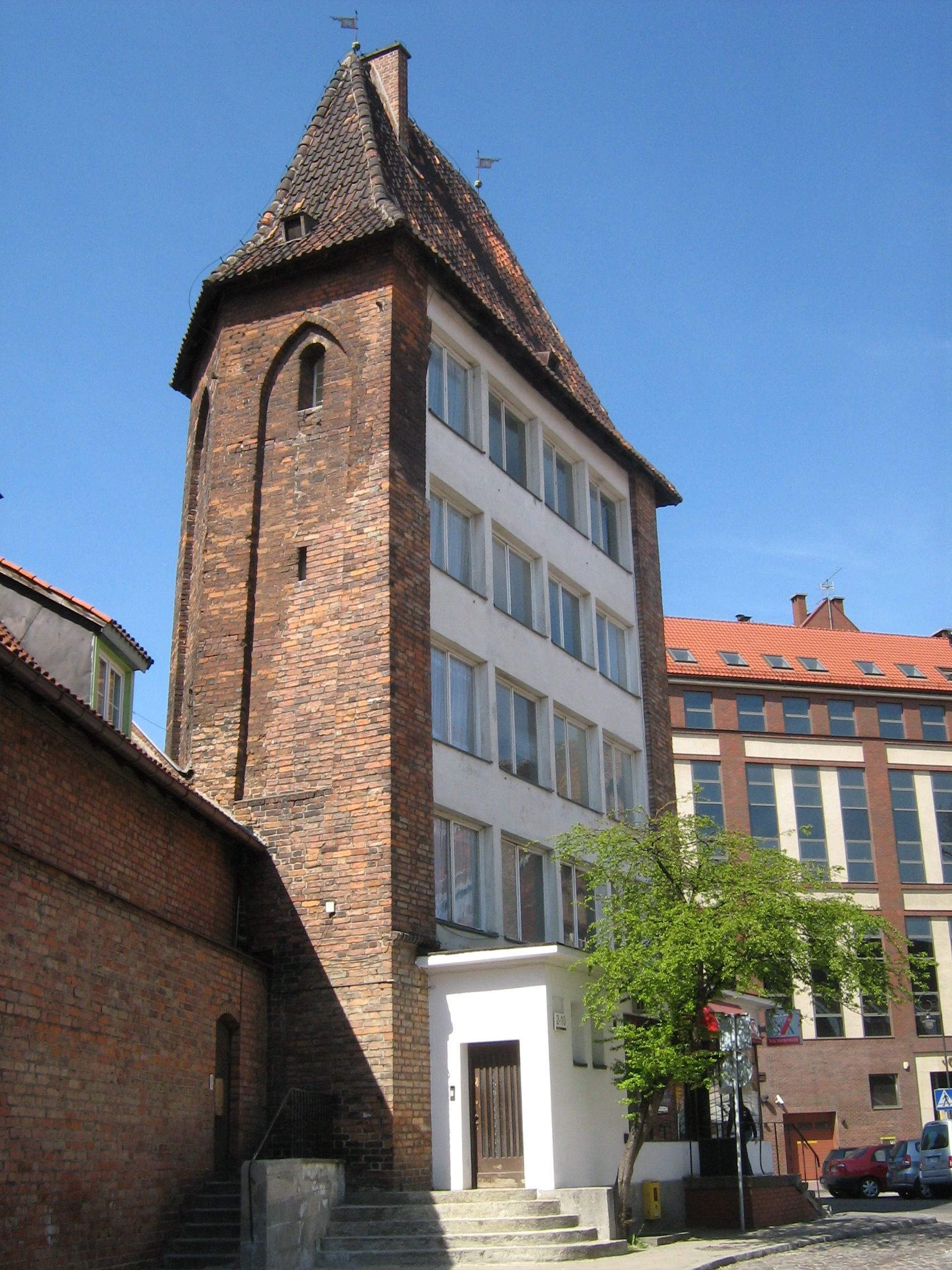
Strona wewnętrzna
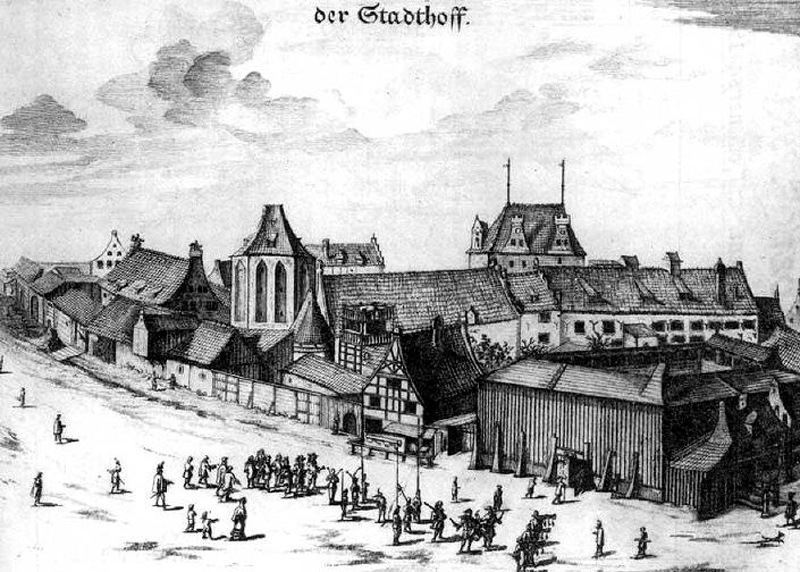
Baszta Narożna (w środku), druga połowa XVII wieku